# Hylaeus aterrimus
Hylaeus aterrimus är en biart som först beskrevs av Heinrich Friese 1911.  Hylaeus aterrimus ingår i släktet citronbin, och familjen korttungebin. Inga underarter finns listade i Catalogue of Life.